# Liga Europeană EHF Feminin 2021-2022 - faza grupelor
Acest articol descrie faza grupelor Ligii Europene EHF Feminin 2021-2022.

## Distribuția echipelor

### Echipe calificate
Următoarele echipe s-au calificat în această fază a competiției: 
| Echipă                 | Echipă    |
| ---------------------- | --------- |
| Mosonmagyaróvári KC SE | Viborg HK |
| CS Minaur              | GK Lada   |

| Echipă                 | Echipă             |
| ---------------------- | ------------------ |
| RK Lokomotiva Zagreb   | Sola HK            |
| Herning-Ikast Håndbold | Storhamar HE       |
| Chambray Touraine HB   | MKS Zagłębie Lubin |
| ESBF Besançon          | CS Măgura Cisnădie |
| Neptunes de Nantes     | SCM Râmnicu Vâlcea |
| SG BBM Bietigheim      | Váci NKSE          |

### Distribuția în urnele valorice
Cele 16 echipe calificate în faza grupelor au fost distribuite în 4 urne valorice de câte 4 echipe fiecare. Distribuția în urnele valorice a fost anunțată pe 20 noiembrie 2021.
| Urna 1                                          | Urna a 2-a                                              | Urna a 3-a                                                                 | Urna a 4-a                                                               |
| ----------------------------------------------- | ------------------------------------------------------- | -------------------------------------------------------------------------- | ------------------------------------------------------------------------ |
| Viborg HK Mosonmagyaróvári KC CS Minaur GK Lada | Neptunes de Nantes Váci NKSE Sola HK CS Măgura Cisnădie | Herning-Ikast Håndbold ESBF Besançon MKS Zagłębie Lubin SCM Râmnicu Vâlcea | RK Lokomotiva Zagreb Chambray Touraine HB SG BBM Bietigheim Storhamar HE |

### Tragerea la sorți
Tragerea la sorți pentru distribuția în grupe a Ligii Europene EHF Feminin 2021-2022 a avut loc pe 25 noiembrie 2021. În urma tragerii la sorți au rezultat grupele de mai jos.

## Format
În fiecare grupă, echipele au jucat într-un turneu de tip fiecare cu fiecare, cu meciuri pe teren propriu și în deplasare. Primele două echipe din fiecare grupă s-au calificat în sferturile de finală. Echipele provenind din aceeași federație națională au fost protejate, neputând fi extrase în aceeași grupă.

## Departajare
În faza grupelor, echipele au fost departajate pe bază de punctaj (2 puncte pentru victorie, 1 punct pentru meci egal, 0 puncte pentru înfrângere). La terminarea fazei grupelor, dacă două sau mai multe echipe dintr-o grupă au acumulat același număr de puncte, atunci departajarea lor s-a făcut conform regulamentului, ținând cont de următoarele criterii și în următoarea ordine:
1. Cel mai mare număr de puncte obținute în meciurile directe;
2. Golaveraj superior în meciurile directe;
3. Cel mai mare număr de goluri înscrise în meciurile directe (sau în meciul din deplasare, în cazul sistemului tur-retur);
4. Golaveraj superior în toate meciurile din grupă;
5. Cel mai bun golaveraj pozitiv în toate meciurile din grupă;

În timpul fazei grupelor, doar criteriile 4–5 s-au aplicat pentru a determina clasamentul provizoriu al echipelor.

## Grupele
Prin regulament, partidele au fost programate a se desfășura pe 8–9 ianuarie, 15–16 ianuarie, 22–23 ianuarie, 5–6 februarie, 12–13 februarie și 19–20 februarie 2021, însă depistarea unor cazuri de COVID-19 a dus la amânarea unora din ele.

### Grupa A
| Loc | Echipa               | MJ | V | E | Î | GM  | GP  | DG  | Pct | Calificare           |
| --- | -------------------- | -- | - | - | - | --- | --- | --- | --- | -------------------- |
| 1   | Sola HK              | 6  | 6 | 0 | 0 | 196 | 150 | +46 | 12  | Sferturile de finală |
| 2   | ESBF Besançon        | 6  | 3 | 0 | 3 | 182 | 188 | −6  | 6   | Sferturile de finală |
| 3   | Mosonmagyaróvári KC  | 6  | 3 | 0 | 3 | 160 | 165 | −5  | 6   |                      |
| 4   | RK Lokomotiva Zagreb | 6  | 0 | 0 | 6 | 139 | 174 | −35 | 0   |                      |

1. 1 2  Scorul general ESBF Besançon 64–62 Mosonmagyaróvári KC a condus la calificarea echipei ESBF Besançon

| 29 ianuarie 2022 14:00 | Sola HK       | 25 – 18 | RK Lokomotiva Zagreb | Idrettshall, Stavanger Asistență: 380 Arbitri: Nygaard, Pedersen |
| 29 ianuarie 2022 14:00 | Sirum Novak 7 | (13–11) | Prkačin 4            | Idrettshall, Stavanger Asistență: 380 Arbitri: Nygaard, Pedersen |
| 29 ianuarie 2022 14:00 | 2× 1×         | Raport  | 3×                   | Idrettshall, Stavanger Asistență: 380 Arbitri: Nygaard, Pedersen |

| 9 ianuarie 2022 14:00 | Mosonmagyaróvári KC | 38 – 30 | ESBF Besançon     | Audi Aréna, Győr Asistență: 1.000 Arbitri: Bytyqi, Kasapi |
| 9 ianuarie 2022 14:00 | Pásztor 7           | (20–13) | Dembélé, Robert 5 | Audi Aréna, Győr Asistență: 1.000 Arbitri: Bytyqi, Kasapi |
| 9 ianuarie 2022 14:00 | 3×                  | Raport  | 4× 1×             | Audi Aréna, Győr Asistență: 1.000 Arbitri: Bytyqi, Kasapi |

| 15 ianuarie 2022 18:00 | ESBF Besançon | 32 – 39 | Sola HK  | Palais des sports Ghani-Yalouz, Besançon Asistență: 1.400 Arbitri: Panayides, Andreou |
| 15 ianuarie 2022 18:00 | Granier 11    | (16–22) | Herrem 9 | Palais des sports Ghani-Yalouz, Besançon Asistență: 1.400 Arbitri: Panayides, Andreou |
| 15 ianuarie 2022 18:00 | 1×            | Raport  | 2× 1×    | Palais des sports Ghani-Yalouz, Besançon Asistență: 1.400 Arbitri: Panayides, Andreou |

| 15 ianuarie 2022 18:00 | RK Lokomotiva Zagreb | 19 – 22 | Mosonmagyaróvári KC | Dom sportova hala 2, Zagreb Asistență: 300 Arbitri: Bojinovski, Nacevski |
| 15 ianuarie 2022 18:00 | patru jucătoare 4    | (11–12) | Tóth 10             | Dom sportova hala 2, Zagreb Asistență: 300 Arbitri: Bojinovski, Nacevski |
| 15 ianuarie 2022 18:00 | 2× 1×                | Raport  | 3× 1×               | Dom sportova hala 2, Zagreb Asistență: 300 Arbitri: Bojinovski, Nacevski |

| 4 februarie 2022 20:00 | Mosonmagyaróvári KC | 26 – 31 | Sola HK   | Åsenhallene, Sola Asistență: 379 Arbitri: Lidacka, Lesiak |
| 4 februarie 2022 20:00 | Kovács, Tóth 5      | (10–17) | Herrem 12 | Åsenhallene, Sola Asistență: 379 Arbitri: Lidacka, Lesiak |
| 4 februarie 2022 20:00 | 4×                  | Raport  | 2×        | Åsenhallene, Sola Asistență: 379 Arbitri: Lidacka, Lesiak |

| 22 ianuarie 2022 20:00 | ESBF Besançon    | 28 – 27 | RK Lokomotiva Zagreb | Palais des sports Ghani-Yalouz, Besançon Asistență: 1.500 Arbitri: Pîrvu, Potîrniche |
| 22 ianuarie 2022 20:00 | Frécon, Rosiak 7 | (16–11) | Sedloska 11          | Palais des sports Ghani-Yalouz, Besançon Asistență: 1.500 Arbitri: Pîrvu, Potîrniche |
| 22 ianuarie 2022 20:00 | 3× 1×            | Raport  | 6× 2×                | Palais des sports Ghani-Yalouz, Besançon Asistență: 1.500 Arbitri: Pîrvu, Potîrniche |

| 5 februarie 2022 18:00 | RK Lokomotiva Zagreb | 26 – 31 | ESBF Besançon | Dom sportova hala 2, Zagreb Asistență: 350 Arbitri: Erșov, Pavliukov |
| 5 februarie 2022 18:00 | Petika 8             | (14–16) | Zazaï 7       | Dom sportova hala 2, Zagreb Asistență: 350 Arbitri: Erșov, Pavliukov |
| 5 februarie 2022 18:00 | 5× 2×                | Raport  | 5× 1×         | Dom sportova hala 2, Zagreb Asistență: 350 Arbitri: Erșov, Pavliukov |

| 6 februarie 2022 14:00 | Sola HK     | 27 – 22 | Mosonmagyaróvári KC | Idrettshall, Stavanger Asistență: 789 Arbitri: Lidacka, Lesiak |
| 6 februarie 2022 14:00 | Magnussen 7 | (16–12) | patru jucătoare 4   | Idrettshall, Stavanger Asistență: 789 Arbitri: Lidacka, Lesiak |
| 6 februarie 2022 14:00 | 1×          | Raport  | 2× 1×               | Idrettshall, Stavanger Asistență: 789 Arbitri: Lidacka, Lesiak |

| 12 februarie 2022 20:00 | ESBF Besançon | 34 – 24 | Mosonmagyaróvári KC | Palais des sports Ghani-Yalouz, Besançon Asistență: 1.800 Arbitri: Capoccia, Jucker |
| 12 februarie 2022 20:00 | Rosiak 8      | (19–9)  | Tóth 6              | Palais des sports Ghani-Yalouz, Besançon Asistență: 1.800 Arbitri: Capoccia, Jucker |
| 12 februarie 2022 20:00 | 4× 2×         | Raport  | 7×                  | Palais des sports Ghani-Yalouz, Besançon Asistență: 1.800 Arbitri: Capoccia, Jucker |

| 13 februarie 2022 14:00 | RK Lokomotiva Zagreb | 25 – 40 | Sola HK     | Dom sportova hala 2, Zagreb Asistență: 290 Arbitri: Ivanović, Vujisić |
| 13 februarie 2022 14:00 | Petika 6             | (11–23) | Magnussen 8 | Dom sportova hala 2, Zagreb Asistență: 290 Arbitri: Ivanović, Vujisić |
| 13 februarie 2022 14:00 | 3× 2×                | Raport  | 4× 1×       | Dom sportova hala 2, Zagreb Asistență: 290 Arbitri: Ivanović, Vujisić |

| 20 februarie 2022 14:00 | Mosonmagyaróvári KC | 28 – 24 | RK Lokomotiva Zagreb | Audi Aréna, Győr Asistență: 800 Arbitri: Sîrbu, Serdiuc |
| 20 februarie 2022 14:00 | Tóth 7              | (15–7)  | Malec 6              | Audi Aréna, Győr Asistență: 800 Arbitri: Sîrbu, Serdiuc |
| 20 februarie 2022 14:00 | 4× 3×               | Raport  | 3× 1×                | Audi Aréna, Győr Asistență: 800 Arbitri: Sîrbu, Serdiuc |

| 20 februarie 2022 16:00 | Sola HK   | 34 – 27 | ESBF Besançon | Idrettshall, Stavanger Asistență: 1.613 Arbitri: Kijauskaitė, Žalienė |
| 20 februarie 2022 16:00 | Herrem 13 | (17–11) | Zazaï 8       | Idrettshall, Stavanger Asistență: 1.613 Arbitri: Kijauskaitė, Žalienė |
| 20 februarie 2022 16:00 | 3× 1×     | Raport  | 1× 2×         | Idrettshall, Stavanger Asistență: 1.613 Arbitri: Kijauskaitė, Žalienė |

### Grupa B
| Loc | Echipa              | MJ | V | E | Î | GM  | GP  | DG  | Pct | Calificare           |
| --- | ------------------- | -- | - | - | - | --- | --- | --- | --- | -------------------- |
| 1   | SG BBM Bietigheim   | 6  | 6 | 0 | 0 | 188 | 134 | +54 | 12  | Sferturile de finală |
| 2   | CS Minaur Baia Mare | 6  | 2 | 1 | 3 | 154 | 182 | −28 | 5   | Sferturile de finală |
| 3   | Neptunes de Nantes  | 6  | 2 | 0 | 4 | 168 | 170 | −2  | 4   |                      |
| 4   | MKS Zagłębie Lubin  | 6  | 1 | 1 | 4 | 149 | 173 | −24 | 3   |                      |

| 9 ianuarie 2022 16:00 | Neptunes de Nantes          | 25 – 27 | SG BBM Bietigheim | H ARENA, Nantes Asistență: 1.600 Arbitri: Kijauskaitė, Žalienė |
| 9 ianuarie 2022 16:00 | Bergum, Hagman, Strömberg 5 | (16–17) | Lauenroth 5       | H ARENA, Nantes Asistență: 1.600 Arbitri: Kijauskaitė, Žalienė |
| 9 ianuarie 2022 16:00 | 1×                          | Raport  | 4× 1×             | H ARENA, Nantes Asistență: 1.600 Arbitri: Kijauskaitė, Žalienė |

| 9 ianuarie 2022 16:00 | CS Minaur Baia Mare | 34 – 32 | MKS Zagłębie Lubin | Sala Sporturilor „Lascăr Pană”, Baia Mare Asistență: 650 Arbitri: Jakovljević, Kovačević |
| 9 ianuarie 2022 16:00 | Laslo, Popa 7       | (18–14) | Galińska 7         | Sala Sporturilor „Lascăr Pană”, Baia Mare Asistență: 650 Arbitri: Jakovljević, Kovačević |
| 9 ianuarie 2022 16:00 | 4× 1×               | Raport  | 2×                 | Sala Sporturilor „Lascăr Pană”, Baia Mare Asistență: 650 Arbitri: Jakovljević, Kovačević |

| 15 ianuarie 2022 16:00 | SG BBM Bietigheim | 39 – 20 | CS Minaur Baia Mare | MHP Arena, Ludwigsburg Asistență: 348 Arbitri: Hofer, Schmidhuber |
| 15 ianuarie 2022 16:00 | Maidhof 9         | (19–11) | Lavko 7             | MHP Arena, Ludwigsburg Asistență: 348 Arbitri: Hofer, Schmidhuber |
| 15 ianuarie 2022 16:00 | 5×                | Raport  | 4× 1×               | MHP Arena, Ludwigsburg Asistență: 348 Arbitri: Hofer, Schmidhuber |

| 16 ianuarie 2022 16:00 | MKS Zagłębie Lubin | 26 – 27 | Neptunes de Nantes     | Hala widowiskowo-sportowa - RCS, Lubin Asistență: 550 Arbitri: Xhema, Jahja |
| 16 ianuarie 2022 16:00 | Kochaniak-Sala 6   | (12–13) | Kragballe, Strömberg 5 | Hala widowiskowo-sportowa - RCS, Lubin Asistență: 550 Arbitri: Xhema, Jahja |
| 16 ianuarie 2022 16:00 | 4× 2×              | Raport  | 2× 3×                  | Hala widowiskowo-sportowa - RCS, Lubin Asistență: 550 Arbitri: Xhema, Jahja |

| 22 ianuarie 2022 18:00 | SG BBM Bietigheim | 29 – 19 | MKS Zagłębie Lubin | MHP Arena, Ludwigsburg Asistență: 371 Arbitri: Kulović, Škaljić |
| 22 ianuarie 2022 18:00 | Smits 7           | (16–9)  | Galińska 6         | MHP Arena, Ludwigsburg Asistență: 371 Arbitri: Kulović, Škaljić |
| 22 ianuarie 2022 18:00 | 4× 1×             | Raport  | 3×                 | MHP Arena, Ludwigsburg Asistență: 371 Arbitri: Kulović, Škaljić |

| 23 ianuarie 2022 14:00 | Neptunes de Nantes | 34 – 29 | CS Minaur Baia Mare | Complexe Sportif Mangin Beaulieu, Nantes Asistență: 900 Arbitri: Weijmans, Wolbertus |
| 23 ianuarie 2022 14:00 | Hagman 11          | (14–14) | Lavko 11            | Complexe Sportif Mangin Beaulieu, Nantes Asistență: 900 Arbitri: Weijmans, Wolbertus |
| 23 ianuarie 2022 14:00 | 1×                 | Raport  | 5× 1×               | Complexe Sportif Mangin Beaulieu, Nantes Asistență: 900 Arbitri: Weijmans, Wolbertus |

| 6 februarie 2021 12:00 | CS Minaur Baia Mare | 28 – 26 | Neptunes de Nantes | Sala Sporturilor „Lascăr Pană”, Baia Mare Asistență: 600 Arbitri: Cipov, Klus |
| 6 februarie 2021 12:00 | Laslo 8             | (14–13) | Ondono 5           | Sala Sporturilor „Lascăr Pană”, Baia Mare Asistență: 600 Arbitri: Cipov, Klus |
| 6 februarie 2021 12:00 | 1×                  | Raport  | 2×                 | Sala Sporturilor „Lascăr Pană”, Baia Mare Asistență: 600 Arbitri: Cipov, Klus |

| 6 februarie 2021 16:00 | MKS Zagłębie Lubin | 21 – 33 | SG BBM Bietigheim | Hala widowiskowo-sportowa - RCS, Lubin Asistență: 1.700 Arbitri: Sîrbu, Serdiuc |
| 6 februarie 2021 16:00 | Górna 5            | (8–19)  | Malá, Snelder 7   | Hala widowiskowo-sportowa - RCS, Lubin Asistență: 1.700 Arbitri: Sîrbu, Serdiuc |
| 6 februarie 2021 16:00 | 1×                 | Raport  | 1×                | Hala widowiskowo-sportowa - RCS, Lubin Asistență: 1.700 Arbitri: Sîrbu, Serdiuc |

| 12 februarie 2022 16:00 | SG BBM Bietigheim | 32 – 29 | Neptunes de Nantes | MHP Arena, Ludwigsburg Asistență: 527 Arbitri: Metalari, Nikolovski |
| 12 februarie 2022 16:00 | Dulfer 8          | (14–14) | Ahanda 10          | MHP Arena, Ludwigsburg Asistență: 527 Arbitri: Metalari, Nikolovski |
| 12 februarie 2022 16:00 | 2× 1×             | Raport  | 3×                 | MHP Arena, Ludwigsburg Asistență: 527 Arbitri: Metalari, Nikolovski |

| 13 februarie 2022 16:00 | MKS Zagłębie Lubin | 23 – 23 | CS Minaur Baia Mare | Hala widowiskowo-sportowa - RCS, Lubin Asistență: 550 Arbitri: Buțkevici, Buțkevici |
| 13 februarie 2022 16:00 | Górna 8            | (12–12) | Laslo, Lavko 6      | Hala widowiskowo-sportowa - RCS, Lubin Asistență: 550 Arbitri: Buțkevici, Buțkevici |
| 13 februarie 2022 16:00 | 3× 1×              | Raport  | 3× 1×               | Hala widowiskowo-sportowa - RCS, Lubin Asistență: 550 Arbitri: Buțkevici, Buțkevici |

| 19 februarie 2022 16:00 | CS Minaur Baia Mare | 20 – 28 | SG BBM Bietigheim | Sala Sporturilor „Lascăr Pană”, Baia Mare Asistență: 600 Arbitri: Lindenbaum, Laron |
| 19 februarie 2022 16:00 | Burlacenko 6        | (7–13)  | Lauenroth 5       | Sala Sporturilor „Lascăr Pană”, Baia Mare Asistență: 600 Arbitri: Lindenbaum, Laron |
| 19 februarie 2022 16:00 | 1×                  | Raport  | 4× 1×             | Sala Sporturilor „Lascăr Pană”, Baia Mare Asistență: 600 Arbitri: Lindenbaum, Laron |

| 20 februarie 2022 14:00 | Neptunes de Nantes | 27 – 28 | MKS Zagłębie Lubin | Complexe Sportif Mangin Beaulieu, Nantes Asistență: 1.300 Arbitri: Schols , Martens |
| 20 februarie 2022 14:00 | Hagman 10          | (12–14) | Galińska 8         | Complexe Sportif Mangin Beaulieu, Nantes Asistență: 1.300 Arbitri: Schols , Martens |
| 20 februarie 2022 14:00 | 1×                 | Raport  | 3× 1×              | Complexe Sportif Mangin Beaulieu, Nantes Asistență: 1.300 Arbitri: Schols , Martens |

### Grupa C
| Loc | Echipa                 | MJ | V | E | Î | GM  | GP  | DG  | Pct | Calificare           |
| --- | ---------------------- | -- | - | - | - | --- | --- | --- | --- | -------------------- |
| 1   | Herning-Ikast Håndbold | 6  | 6 | 0 | 0 | 193 | 161 | +32 | 12  | Sferturile de finală |
| 2   | Storhamar HE           | 6  | 3 | 0 | 3 | 178 | 172 | +6  | 6   | Sferturile de finală |
| 3   | CS Măgura Cisnădie     | 6  | 2 | 0 | 4 | 137 | 162 | −25 | 4   |                      |
| 4   | GK Lada                | 6  | 1 | 0 | 5 | 139 | 152 | −13 | 2   |                      |

| 8 ianuarie 2022 16:00 | CS Măgura Cisnădie | 33 – 28 | Storhamar HE | Sala Polivalentă „Măgura”, Cisnădie Asistență: 250 Arbitri: Sekulić, Jovandić |
| 8 ianuarie 2022 16:00 | Neagu 9            | (16–13) | Jakobsen 7   | Sala Polivalentă „Măgura”, Cisnădie Asistență: 250 Arbitri: Sekulić, Jovandić |
| 8 ianuarie 2022 16:00 | 1×                 | Raport  | 1×           | Sala Polivalentă „Măgura”, Cisnădie Asistență: 250 Arbitri: Sekulić, Jovandić |

| 9 ianuarie 2022 14:00 | GK Lada      | 24 – 27 | Herning-Ikast Håndbold | Complexul Sportiv Universal „Olimp”, Togliatti Asistență: 1.000 Arbitri: Ivanović, Vujisić |
| 9 ianuarie 2022 14:00 | Kirdiașeva 5 | (14–14) | Friis 6                | Complexul Sportiv Universal „Olimp”, Togliatti Asistență: 1.000 Arbitri: Ivanović, Vujisić |
| 9 ianuarie 2022 14:00 | 2× 1×        | Raport  | 3× 1×                  | Complexul Sportiv Universal „Olimp”, Togliatti Asistență: 1.000 Arbitri: Ivanović, Vujisić |

| 15 ianuarie 2022 16:00 | Storhamar HE          | 34 – 29 | GK Lada      | BoligPartner Arena, Hamar Asistență: 200 Arbitri: Fahner, Kubis |
| 15 ianuarie 2022 16:00 | Obaidli, Riegelhuth 6 | (18–13) | Kirdiașeva 8 | BoligPartner Arena, Hamar Asistență: 200 Arbitri: Fahner, Kubis |
| 15 ianuarie 2022 16:00 | 5×                    | Raport  | 5×           | BoligPartner Arena, Hamar Asistență: 200 Arbitri: Fahner, Kubis |

| 15 ianuarie 2022 18:00 | Herning-Ikast Håndbold | 31 – 28 | CS Măgura Cisnădie | IBF Arena, Ikast Asistență: 0 Arbitri: Chrzan, Janas |
| 15 ianuarie 2022 18:00 | Friis 8                | (17–12) | Dmitrović, Neagu 5 | IBF Arena, Ikast Asistență: 0 Arbitri: Chrzan, Janas |
| 15 ianuarie 2022 18:00 | 4×                     | Raport  | 2× 1×              | IBF Arena, Ikast Asistență: 0 Arbitri: Chrzan, Janas |

| 29 ianuarie 2022 14:00 | CS Măgura Cisnădie | 27 – 24 | GK Lada              | Sala Polivalentă „Măgura”, Cisnădie Asistență: 350 Arbitri: Charitsos, Naskos |
| 29 ianuarie 2022 14:00 | Blažević, Tătar 6  | (14–10) | Fomina, Kirdiașeva 5 | Sala Polivalentă „Măgura”, Cisnădie Asistență: 350 Arbitri: Charitsos, Naskos |
| 29 ianuarie 2022 14:00 | 4× 1×              | Raport  | 7× 1×                | Sala Polivalentă „Măgura”, Cisnădie Asistență: 350 Arbitri: Charitsos, Naskos |

| 31 ianuarie 2022 19:00 | Storhamar HE | 27 – 35 | Herning-Ikast Håndbold | BoligPartner Arena, Hamar Asistență: 446 Arbitri: Carmaux, Mursch |
| 31 ianuarie 2022 19:00 | Jakobsen 5   | (14–16) | Iversen 6              | BoligPartner Arena, Hamar Asistență: 446 Arbitri: Carmaux, Mursch |
| 31 ianuarie 2022 19:00 | 5× 1×        | Raport  | 5× 2× 1×               | BoligPartner Arena, Hamar Asistență: 446 Arbitri: Carmaux, Mursch |

| 5 februarie 2021 16:00 | Herning-Ikast Håndbold | 32 – 24 | Storhamar HE | IBF Arena, Ikast Asistență: 849 Arbitri: Lindenbaum, Laron |
| 5 februarie 2021 16:00 | Bakkerud, Friis 5      | (20–13) | Jakobsen 7   | IBF Arena, Ikast Asistență: 849 Arbitri: Lindenbaum, Laron |
| 5 februarie 2021 16:00 | 3× 1×                  | Raport  | 3× 2×        | IBF Arena, Ikast Asistență: 849 Arbitri: Lindenbaum, Laron |

| 6 februarie 2021 14:00 | GK Lada | 10 – 0 | CS Măgura Cisnădie | Complexul Sportiv Universal „Olimp”, Togliatti |
| 6 februarie 2021 14:00 | Raport  |        |                    | Complexul Sportiv Universal „Olimp”, Togliatti |
| 6 februarie 2021 14:00 |         |        |                    | Complexul Sportiv Universal „Olimp”, Togliatti |

| 12 februarie 2022 16:00 | Herning-Ikast Håndbold | 34 – 27 | GK Lada              | IBF Arena, Ikast Asistență: 527 Arbitri: Kinnari, Skogberg |
| 12 februarie 2022 16:00 | Friis 8                | (16–17) | Fomina, Kirdiașeva 7 | IBF Arena, Ikast Asistență: 527 Arbitri: Kinnari, Skogberg |
| 12 februarie 2022 16:00 | 2× 1×                  | Raport  | 4×                   | IBF Arena, Ikast Asistență: 527 Arbitri: Kinnari, Skogberg |

| 12 februarie 2022 18:00 | Storhamar HE | 35 – 18 | CS Măgura Cisnădie | BoligPartner Arena, Hamar Asistență: 758 Arbitri: Ivanauskas, Jencevičius |
| 12 februarie 2022 18:00 | Hovden 13    | (16–8)  | Abed Kader 4       | BoligPartner Arena, Hamar Asistență: 758 Arbitri: Ivanauskas, Jencevičius |
| 12 februarie 2022 18:00 | 3× 1×        | Raport  | 2× 1×              | BoligPartner Arena, Hamar Asistență: 758 Arbitri: Ivanauskas, Jencevičius |

| 19 februarie 2022 18:00 | CS Măgura Cisnădie | 31 – 34 | Herning-Ikast Håndbold | Sala Polivalentă „Măgura”, Cisnădie Asistență: 400 Arbitri: Praštalo, Balvan |
| 19 februarie 2022 18:00 | Neagu 11           | (18–19) | Mathiesen Scaglione 13 | Sala Polivalentă „Măgura”, Cisnădie Asistență: 400 Arbitri: Praštalo, Balvan |
| 19 februarie 2022 18:00 | 2×                 | Raport  | 4× 2× 1×               | Sala Polivalentă „Măgura”, Cisnădie Asistență: 400 Arbitri: Praštalo, Balvan |

| 20 februarie 2022 14:00 | GK Lada  | 25 – 30 | Storhamar HE | Complexul Sportiv Universal „Olimp”, Togliatti Asistență: 200 Arbitri: Aghakishi, Aghakishi |
| 20 februarie 2022 14:00 | Fomina 6 | (10–11) | Hovden 7     | Complexul Sportiv Universal „Olimp”, Togliatti Asistență: 200 Arbitri: Aghakishi, Aghakishi |
| 20 februarie 2022 14:00 | 2× 1×    | Raport  | 3× 2×        | Complexul Sportiv Universal „Olimp”, Togliatti Asistență: 200 Arbitri: Aghakishi, Aghakishi |

### Grupa D
| Loc | Echipa               | MJ | V | E | Î | GM  | GP  | DG  | Pct | Calificare           |
| --- | -------------------- | -- | - | - | - | --- | --- | --- | --- | -------------------- |
| 1   | Viborg HK            | 6  | 4 | 2 | 0 | 185 | 149 | +36 | 10  | Sferturile de finală |
| 2   | SCM Râmnicu Vâlcea   | 6  | 4 | 1 | 1 | 178 | 172 | +6  | 9   | Sferturile de finală |
| 3   | Chambray Touraine HB | 6  | 1 | 1 | 4 | 163 | 176 | −13 | 3   |                      |
| 4   | Váci NKSE            | 6  | 1 | 0 | 5 | 167 | 196 | −29 | 2   |                      |

| 29 ianuarie 2022 18:00 | Chambray Touraine HB | 29 – 27 | Váci NKSE | Gymnase de la Fontaine Blanche, Chambray-lès-Tours Asistență: 418 Arbitri: Fahner, Kubis |
| 29 ianuarie 2022 18:00 | Lagerbon 7           | (18–11) | Kácsor 7  | Gymnase de la Fontaine Blanche, Chambray-lès-Tours Asistență: 418 Arbitri: Fahner, Kubis |
| 29 ianuarie 2022 18:00 | 4×                   | Raport  | 3× 1×     | Gymnase de la Fontaine Blanche, Chambray-lès-Tours Asistență: 418 Arbitri: Fahner, Kubis |

| 16 februarie 2022 17:00 | Viborg HK   | 31 – 20 | SCM Râmnicu Vâlcea          | Vibocold Arena, Viborg Asistență: 1.422 Arbitri: Braseth, Sundet |
| 16 februarie 2022 17:00 | Jørgensen 8 | (15–8)  | Dache, Elghaoui, Klikovac 3 | Vibocold Arena, Viborg Asistență: 1.422 Arbitri: Braseth, Sundet |
| 16 februarie 2022 17:00 | 1×          | Raport  | 2× 1×                       | Vibocold Arena, Viborg Asistență: 1.422 Arbitri: Braseth, Sundet |

| 15 ianuarie 2022 20:00 | Chambray Touraine HB | 24 – 27 | Viborg HK          | Gymnase de la Fontaine Blanche, Chambray-lès-Tours Asistență: 600 Arbitri: Di Domenico, Fornasier |
| 15 ianuarie 2022 20:00 | Stojiljković 10      | (11–17) | Haugsted, Nolsøe 6 | Gymnase de la Fontaine Blanche, Chambray-lès-Tours Asistență: 600 Arbitri: Di Domenico, Fornasier |
| 15 ianuarie 2022 20:00 | 2×                   | Raport  | 3×                 | Gymnase de la Fontaine Blanche, Chambray-lès-Tours Asistență: 600 Arbitri: Di Domenico, Fornasier |

| 16 ianuarie 2022 14:00 | SCM Râmnicu Vâlcea | 39 – 29 | Váci NKSE        | Sala Sporturilor „Traian”, Râmnicu Vâlcea Asistență: 671 Arbitri: Ilieva, Karbeska |
| 16 ianuarie 2022 14:00 | Elghaoui 11        | (21–11) | Bárdy, Kuczora 7 | Sala Sporturilor „Traian”, Râmnicu Vâlcea Asistență: 671 Arbitri: Ilieva, Karbeska |
| 16 ianuarie 2022 14:00 | 3× 1×              | Raport  | 2×               | Sala Sporturilor „Traian”, Râmnicu Vâlcea Asistență: 671 Arbitri: Ilieva, Karbeska |

| 22 ianuarie 2022 18:00 | Chambray Touraine HB | 25 – 26 | SCM Râmnicu Vâlcea         | Gymnase de la Fontaine Blanche, Chambray-lès-Tours Asistență: 600 Arbitri: Hannes, Hannes |
| 22 ianuarie 2022 18:00 | Stojiljković 5       | (14–12) | Elghaoui, Željka Nikolić 7 | Gymnase de la Fontaine Blanche, Chambray-lès-Tours Asistență: 600 Arbitri: Hannes, Hannes |
| 22 ianuarie 2022 18:00 | 3× 1×                | Raport  | 2× 1×                      | Gymnase de la Fontaine Blanche, Chambray-lès-Tours Asistență: 600 Arbitri: Hannes, Hannes |

| 22 ianuarie 2022 18:00 | Váci NKSE | 25 – 26 | Viborg HK             | Városi Sportcsarnok, Vác Asistență: 500 Arbitri: Kaluđerović, Vujačić |
| 22 ianuarie 2022 18:00 | Kuczora 7 | (12–12) | Frandsen, Jørgensen 5 | Városi Sportcsarnok, Vác Asistență: 500 Arbitri: Kaluđerović, Vujačić |
| 22 ianuarie 2022 18:00 | 4×        | Raport  | 4× 1×                 | Városi Sportcsarnok, Vác Asistență: 500 Arbitri: Kaluđerović, Vujačić |

| 5 februarie 2021 16:00 | SCM Râmnicu Vâlcea | 32 – 27 | Chambray Touraine HB | Sala Sporturilor „Traian”, Râmnicu Vâlcea Asistență: 702 Arbitri: Hatipoğlu, Şimşek |
| 5 februarie 2021 16:00 | Glibko 8           | (12–12) | Lacrabère 7          | Sala Sporturilor „Traian”, Râmnicu Vâlcea Asistență: 702 Arbitri: Hatipoğlu, Şimşek |
| 5 februarie 2021 16:00 | 3× 1×              | Raport  | 3× 1×                | Sala Sporturilor „Traian”, Râmnicu Vâlcea Asistență: 702 Arbitri: Hatipoğlu, Şimşek |

| 5 februarie 2021 20:00 | Viborg HK    | 42 – 21 | Váci NKSE | Vibocold Arena, Viborg Asistență: 559 Arbitri: Jakovljević, Kovačević |
| 5 februarie 2021 20:00 | Jørgensen 12 | (19–10) | Ballai 5  | Vibocold Arena, Viborg Asistență: 559 Arbitri: Jakovljević, Kovačević |
| 5 februarie 2021 20:00 | 4×           | Raport  | 6× 1×     | Vibocold Arena, Viborg Asistență: 559 Arbitri: Jakovljević, Kovačević |

| 13 februarie 2022 14:00 | SCM Râmnicu Vâlcea | 30 – 30 | Viborg HK   | Sala Sporturilor „Traian”, Râmnicu Vâlcea Asistență: 775 Arbitri: Mikelić, Parađina |
| 13 februarie 2022 14:00 | González 7         | (14–15) | Jørgensen 9 | Sala Sporturilor „Traian”, Râmnicu Vâlcea Asistență: 775 Arbitri: Mikelić, Parađina |
| 13 februarie 2022 14:00 | 3× 1×              | Raport  | 4× 1×       | Sala Sporturilor „Traian”, Râmnicu Vâlcea Asistență: 775 Arbitri: Mikelić, Parađina |

| 13 februarie 2022 16:00 | Váci NKSE | 35 – 29 | Chambray Touraine HB  | Városi Sportcsarnok, Vác Asistență: 400 Arbitri: Bočáková, Jánošíkova |
| 13 februarie 2022 16:00 | Kuczora 8 | (18–14) | Lacrabère, Valdivia 7 | Városi Sportcsarnok, Vác Asistență: 400 Arbitri: Bočáková, Jánošíkova |
| 13 februarie 2022 16:00 | 4× 1×     | Raport  | 5×                    | Városi Sportcsarnok, Vác Asistență: 400 Arbitri: Bočáková, Jánošíkova |

| 19 februarie 2022 16:00 | Viborg HK   | 29 – 29 | Chambray Touraine HB    | Vibocold Arena, Viborg Asistență: 587 Arbitri: Charitsos, Naskos |
| 19 februarie 2022 16:00 | Jørgensen 8 | (14–14) | Blonbou, Stojiljković 6 | Vibocold Arena, Viborg Asistență: 587 Arbitri: Charitsos, Naskos |
| 19 februarie 2022 16:00 | 3× 1×       | Raport  | 4× 2×                   | Vibocold Arena, Viborg Asistență: 587 Arbitri: Charitsos, Naskos |

| 20 februarie 2022 16:00 | Váci NKSE | 30 – 31 | SCM Râmnicu Vâlcea | Városi Sportcsarnok, Vác Asistență: 600 Arbitri: Antașev, Musatov |
| 20 februarie 2022 16:00 | Kuczora 9 | (16–15) | Glibko, Klikovac 7 | Városi Sportcsarnok, Vác Asistență: 600 Arbitri: Antașev, Musatov |
| 20 februarie 2022 16:00 | 2× 1×     | Raport  | 3×                 | Városi Sportcsarnok, Vác Asistență: 600 Arbitri: Antașev, Musatov |